# Maximilian von Hatzfeldt-Trachenberg

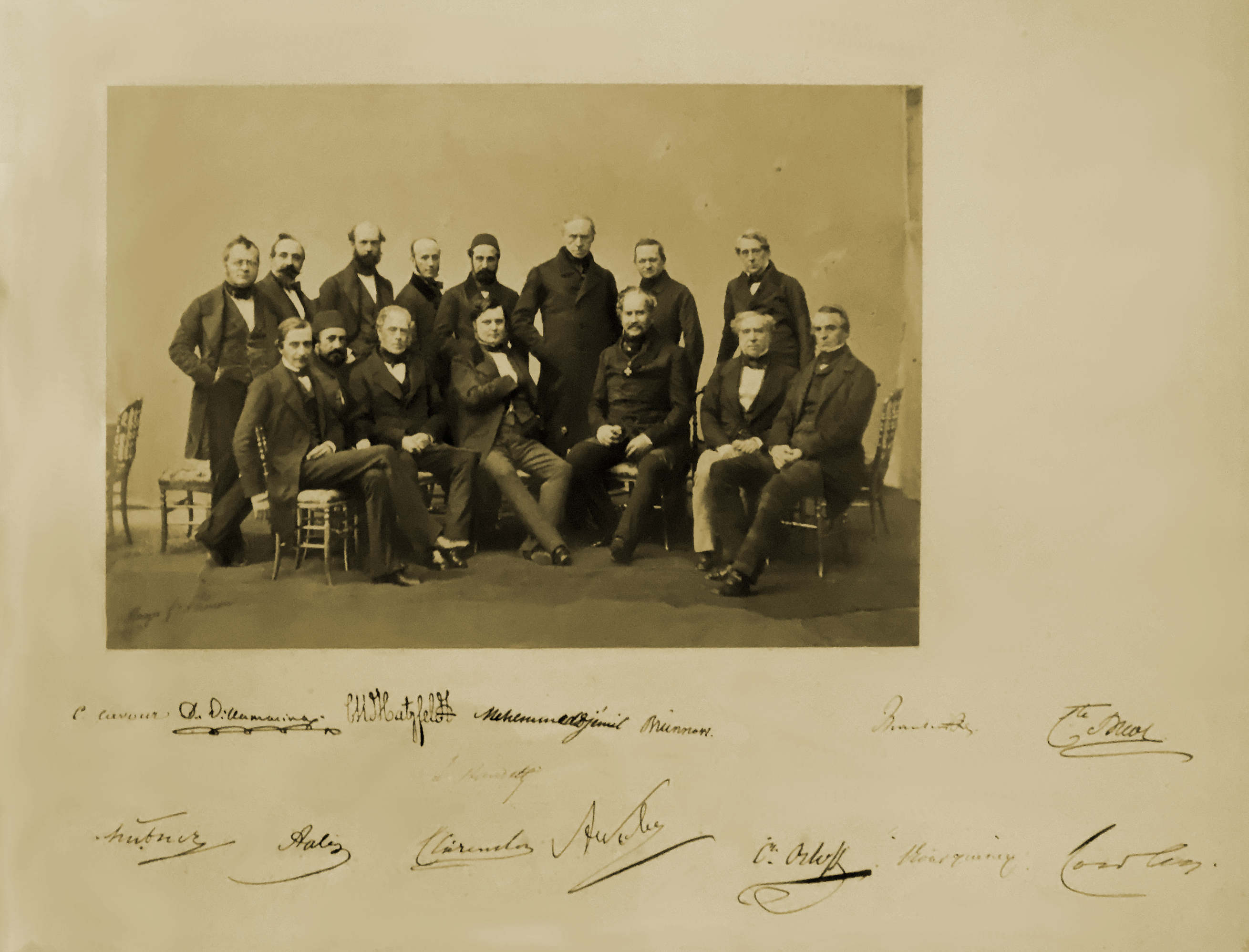
Maximilian von Hatzfeldt-Trachenberg (troisième à partir de la gauche, debout au dernier rang), photographie de 1856 lors du Congrès de Paris

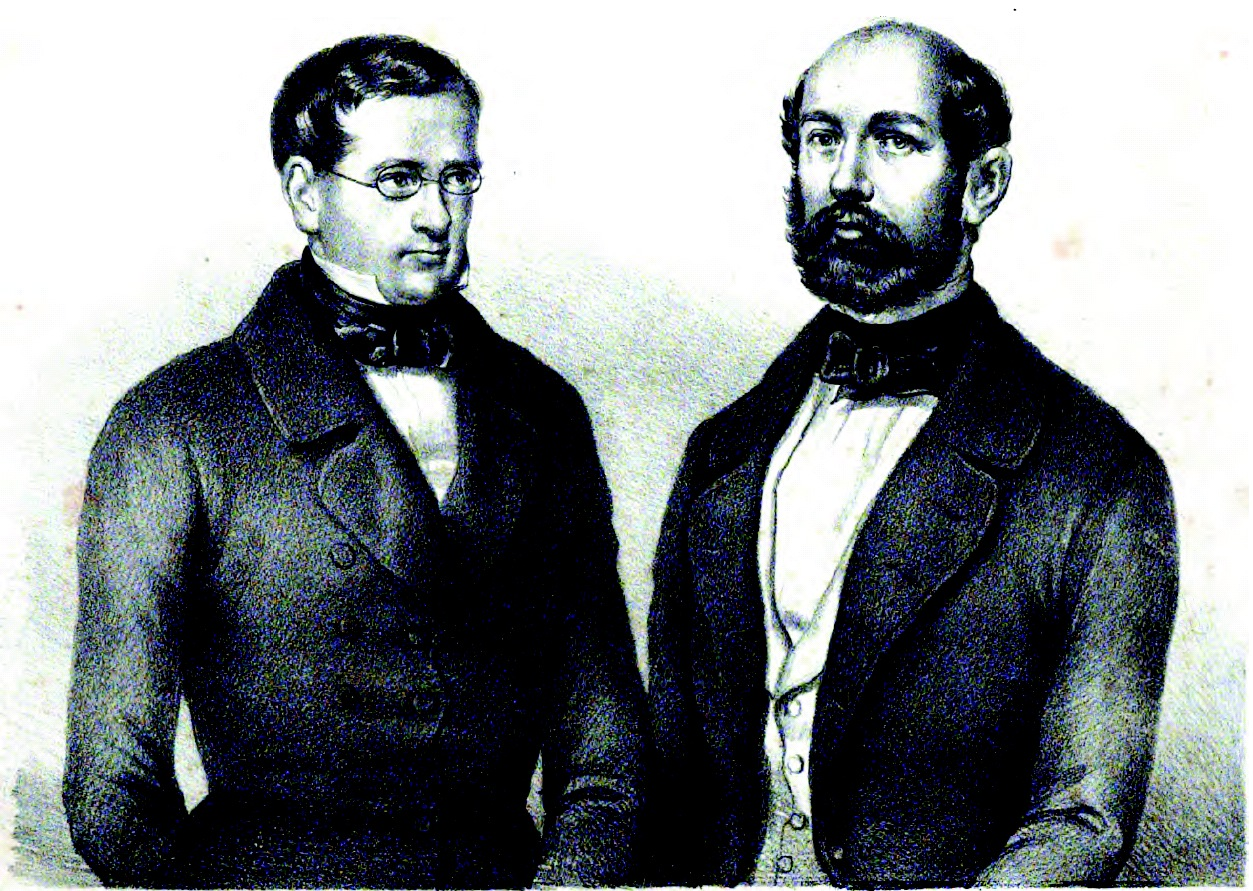
Maximilian von Hatzfeldt-Trachenberg (à droite) avec le ministre-président prussien Otto Theodor von Manteuffel (1854)

Maximilian Friedrich Karl Franz comte von Hatzfeldt-Trachenberg (né le 7 juin 1813 à Berlin et mort le 19 janvier 1859 dans la même ville) est un diplomate et envoyé royal prussien. Hatzfeldt est l'envoyé extraordinaire de la Prusse et ministre plénipotentiaire à Paris depuis 1849.

## Biographie

### Famille
Maximilian Friedrich Karl Franz comte von Hatzfeldt-Trachenberg est le fils de Franz Ludwig von Hatzfeldt. Son père est lieutenant général prussien, gouverneur de Berlin et envoyé extraordinaire. En août 1803, il reçoit le rang prussien de prince en primogéniture en tant que prince von Hatzfeldt zu Trachenberg. Le 17 décembre 1799, il épouse la comtesse Friederike Karoline von der Schulenburg (née le 6 mai 1779 à Kehnert et mort le 12 décembre 1832 à Berlin), fille du ministre prussien à la Direction générale et au Collège supérieur de Guerre Friedrich Wilhelm von der Schulenburg-Kehnert.
Le mariage produit six enfants, quatre filles et deux fils. Maximilian est le deuxième fils et le plus jeune enfant du couple. Son frère aîné est Hermann Anton von Hatzfeldt qui hérite de la principauté de Trachenberg. Parmi ses sœurs, Helene von Hatzfeldt (1801-1838) épouse en 1827 l'administrateur de l'arrondissement de la Sieg (de) Maximilian von Loë (de), Klara Luise Auguste von Hatzfeldt (1807-1858) épouse en 1829 le général de cavalerie prussien August Ludwig von Nostitz et la même année Hermine Maximiliane von Hatzfeldt (1809-1889) épouse l'homme politique prussien Engelbert von Landsberg-Velen und Steinfurt (de).
Sa sœur Sophie von Hatzfeldt épouse son cousin brutal et violent Edmund von Hatzfeldt-Wildenburg-Weisweiler en 1822. Le mariage se termine par un divorce en 1854. Sophie von Hatzfeldt est soutenue en cela par le dirigeant ouvrier Ferdinand Lassalle, avec qui elle a ensuite une relation pendant un certain temps.

### Expérience professionnelle
Hatzfeldt se lance très tôt dans une carrière diplomatique. En 1838, il est promu secrétaire de légation de Prusse à Paris et en 1847 conseiller de légation. À partir du printemps 1848, il dirige par intérim les affaires de l'ambassade de Prusse à Paris. En mai 1849, il est nommé envoyé extraordinaire et ministre plénipotentiaire auprès du président de la République française, Louis Napoléon.
Après la restauration de l'Empire français en novembre 1852, le gouvernement prussien est initialement réticent à reconnaître Louis Napoléon comme empereur Napoléon III. Ce n'est qu'après que le ministre-président prussien Otto Theodor von Manteuffel se soit déclaré satisfait des intentions pacifiques du gouvernement français dans une note qui lui est adressée le 28 décembre 1852 que Hatzfeldt est accrédité le 1er janvier 1853 comme ambassadeur auprès de l'empereur Napoléon III et reçoit le rang et le titre de conseiller secret effectif.
En raison de la neutralité prussienne pendant la guerre de Crimée, le travail de Hatzfeldt à Paris s'avère difficile. La Prusse n'est invitée que le 10 mars 1856 au Congrès de Paris, qui se réunit depuis février 1856 pour négocier la paix et mettre fin à la guerre de Crimée. Depuis le 17 mars 1856, Hatzfeldt participe aux négociations avec le ministre-président prussien Otto Theodor von Manteuffel. Tous deux sont cosignataires de la Paix de Paris conclue en mars 1856. Peu de temps après la signature du traité de paix, Hatzfeldt reçoit l'Ordre de l'Aigle rouge de 1re classe avec des feuilles de chêne. Un an plus tard, Hatzfeld est également impliqué en tant que représentant prussien dans les négociations à Paris sur l'affaire de Neuchâtel et est cosignataire du traité de Paris (de) le 26 mai 1857.
Il meurt le 19 janvier 1859, à l'âge de 45 ans, d'une maladie pulmonaire lors de courtes vacances à Berlin. Le service funèbre a lieu dans l'église Sainte-Edwige de Berlin, où le prince régent prussien Guillaume Ier est également présent. L'inhumation a lieu le 10 février à Trachenberg, la maison familiale des Hatzfeldt en Silésie.

### Mariage et progéniture
Maximilian von Hatzfeldt-Trachenberg se marie le 20 juin 1844 à Paris avec la comtesse Rachel Elisabeth Pauline de Castellane (née le 6 juillet 1823 à Paris et morte le 9 mars 1895 à Berlin). Elle est la fille du commandant de Lyon et maréchal de France Boniface de Castellane. Le couple a cinq enfants, deux fils et trois filles.
Sa fille Hélène, comtesse de Hatzfeldt-Trachenberg (née le 11 juillet 1847 à Paris et morte le 12 février 1931 à Nice), épouse le 11 juin 1870 à Sagan le maréchal prussien Georg von Kanitz et sa fille cadette Louise comtesse von Hatzfeldt-Trachenberg (née le 7 janvier 1852 à Paris et morte le 3 mars 1909 à Sanremo) le 7 août 1872 à Sagan  avec le diplomate et homme politique prussien Bernhard von Welczeck (de).

### Honneurs
Pour ses services, Maximilian von Hatzfeldt-Trachenberg reçoit en plus de l'Ordre de l'Aigle rouge, la croix d'honneur de 1re classe de l'Ordre des Hohenzollern, la croix de chevalier de 1re classe de l'ordre du Lion de Zaeringen, l'ordre de Saint-Grégoire-le-Grand de 1re classe et la croix de chevalier de 1re classe de l'Ordre royal de François Ier.
Hatzfeldt est grand officier de la Légion d'honneur française et chevalier de l'ordre souverain de Malte.